# Morienne
Morienne – miejscowość i gmina we Francji, w regionie Normandia, w departamencie Sekwana Nadmorska.
Według danych na rok 1990 gminę zamieszkiwało 190 osób, a gęstość zaludnienia wynosiła 21 osób/km² (wśród 1421 gmin Górnej Normandii Morienne plasuje się na 711. miejscu pod względem liczby ludności, natomiast pod względem powierzchni na miejscu 403.).